# Rhagoletis magniterebra
Rhagoletis magniterebra är en tvåvingeart som först beskrevs av Boris Borisovitsch Rohdendorf 1961.  Rhagoletis magniterebra ingår i släktet Rhagoletis och familjen borrflugor. Inga underarter finns listade i Catalogue of Life.